# Karolis Chvedukas
Karolis Chvedukas (ur. 21 kwietnia 1991 w Mariampolu; zm. 19 czerwca 2023) – litewski piłkarz, występujący na pozycji pomocnika.

## Kariera
Był wychowankiem Sūduvy Mariampol. W 2009 roku zadebiutował w seniorskiej kadrze tego klubu. W Sūduvie grał do 2016 roku, rozgrywając 163 mecze w A lydze. W rundzie jesiennej sezonu 2016/2017 grał w chorwackim klubie RNK Split. W lutym 2017 przeszedł do Chojniczanki.
Zagrał w 20 meczach reprezentacji Litwy, debiutując 14 listopada 2012 roku w przegranym 2:4 meczu z Armenią.

## Statystyki ligowe
| Sezon         | Klub                  | Liga                 | Mecze | Gole |
| ------------- | --------------------- | -------------------- | ----- | ---- |
| 2009          | Sūduva Mariampol      | A lyga               | 6     | 0    |
| 2010          | Sūduva Mariampol      | A lyga               | 21    | 1    |
| 2011          | Sūduva Mariampol      | A lyga               | 29    | 1    |
| 2012          | Sūduva Mariampol      | A lyga               | 26    | 3    |
| 2013          | Sūduva Mariampol      | A lyga               | 12    | 3    |
| 2014          | Sūduva Mariampol      | A lyga               | 31    | 7    |
| 2015          | Sūduva Mariampol      | A lyga               | 29    | 7    |
| 2016 (w)      | Sūduva Mariampol      | A lyga               | 9     | 1    |
| 2016/2017 (j) | RNK Split             | Prva HNL             | 13    | 0    |
| 2016/2017 (w) | Chojniczanka Chojnice | I liga               | 6     | 0    |
| 2017 (j)      | Sūduva Mariampol      | A lyga               | 7     | 0    |
| 2018          | Dundalk F.C.          | LOI Premier Division | 7     | 1    |
| 2019          | Waterford F.C.        | LOI Premier Division | 19    | 0    |
| 2021          | Kokkolan Palloveikot  | Ykkönen              | 7     | 0    |